# Hydride
Als Hydride werden üblicherweise alle Verbindungen von Wasserstoff mit einem anderen Element bezeichnet, jedoch hat die IUPAC davon abweichende, differenziertere Empfehlungen für diese sogenannten Element-Wasserstoff-Verbindungen gegeben.

## Benennung nach Regeln der IUPAC
Danach sollten nur die Wasserstoff-Verbindungen von Elementen bis zur Hauptgruppe V als Hydride bezeichnet und in den Formeln mit nachgestellten H-Symbol dargestellt werden. Die Benennung hat sich aber nur für die metallischen Elemente der 1. und 2. Hauptgruppe durchgesetzt.
Die Formeln der Wasserstoff-Verbindungen von Elementen der 6. und höheren Hauptgruppen sollten mit dem H-Symbol beginnen mit nachgestelltem Symbol für das betreffende Element. Die Benennung hätte dann mit der Vorsilbe „Wasserstoff“ beginnen müssen mit der nachgestellten Benennung des jeweiligen Elements als oxid, sulfid, selenid usw., bzw. als fluorid, chlorid usw. Das hätte für die allgemein bekannte Verbindung „Wasser“ zur Bezeichnung Dihydrogenmonoxid geführt, was allgemein als Wissenschaftlicher Witz empfunden wurde. Auch für die übrigen Elemente der höheren Hauptgruppen haben sich diese Bezeichnungen nicht durchgesetzt.

## Gebräuchliche Namensgebung
Viele Verbindungen, die aus Wasserstoff und einem Nichtmetall oder Halbmetall bestehen, werden üblicherweise nicht als Hydride bezeichnet, sondern tragen Eigennamen wie „Wasser“ oder Kunstnamen wie Borane, „Silane“ oder Alan, in denen der Name des Nichtmetalls, bzw. Halbmetalls vorkommt. Dagegen werden Verbindungen aus Wasserstoff und Metallen meist als „Hydride“ der jeweiligen Metalle bezeichnet.
Die Bezeichnung Hydride wird immer benutzt für die salzartigen Verbindungen von Wasserstoff mit Elementen der 1. und 2. Hauptgruppe des Periodensystems, den Alkali- und Erdalkalimetallen. Neben diesen Hydriden wie Natriumhydrid oder Calciumhydrid haben auch Misch-Hydride, wie Lithiumaluminiumhydrid, die zusätzlich Aluminium als ein Element der 3. Hauptgruppe enthalten, eine große Bedeutung als Reduktionsmittel.
Die Bezeichnung Hydrid kann auch als Sammelbegriff benutzt werden für verschiedene Gruppen von Verbindungen, die aus Wasserstoff und einem anderen Element zusammengesetzt sind. Als einzelne Verbindung werden diese Verbindungen aber nicht als Hydride bezeichnet, sondern tragen wie z. B die Verbindungen „Wasser“ und „Ammoniak“ bekannte und gebräuchliche Eigennamen, aus denen aber die Zusammensetzung der Verbindung nicht hervorgeht.
Viele weitere Verbindungen aus Wasserstoff und einem anderen Element werden ebenfalls nicht als Hydride bezeichnet, sondern tragen Namen, die aus dem Namen des jeweiligen Elements und der angehängten Bezeichnung -„Wasserstoff“ gebildet werden, wie z. B „Chlorwasserstoff“ oder „Borwasserstoff“.
Die Nutzung von „Hydrid“  als Sammelbegriff findet sich auch in folgenden Aussagen:
- Hydride der Elemente der 4. Hauptgruppe des Periodensystems nennt man Kohlenwasserstoffe bzw. Silane. Für Hydride der Elemente der 7. Hauptgruppe wird der Oberbegriff Halogenwasserstoffe und Einzelnamen wie z. Chlorwasserstoff genutzt.
- Oder: die Hydride der Elemente der 6. Hauptgruppe des Periodensystems nennt man Schwefel-Wasserstoff, bzw. Selen-Wasserstoff oder auch genannt Monoselan. Dagegen ist für das Hydrid des Elements Sauerstoff der  Eigenname Wasser gebräuchlich, eine Verbindung, die auch als „Dihydrogen-Monoxid“ bezeichnet werden kann.
- Oder: die Hydride der Elemente der 5. Hauptgruppe des Periodensystems haben Eigennamen wie z. B. Ammoniak für das Hydrid des Stickstoffs, oder Phosphane für die Hydride des Phosphors, oder Arsan bzw. Stiban für die Hydride der Elemente Arsen und Bismut.
- Oder: Die Hydride der Elemente der 3. Hauptgruppe des Periodensystems Bor und Aluminium können mit den Eigennamen  Borane bzw. Alane bezeichnet werden.

## Gruppierung von Hydriden
Bei allen Verbindungen unter dem Sammelbegriff Hydride lassen sich vier Gruppen unterscheiden, deren unterschiedliche Gruppen-Eigenschaften auf die unterschiedlichen Bindungsarten der an der Bindung beteiligten Elemente zurückgeführt werden können
- Kovalente Hydride
- Salzartige Hydride
- Metallische Hydride
- Komplexe Übergangsmetallhydride

Dabei ist eine scharfe Trennung zwischen diesen Bindungsarten nicht möglich, da sich die Bindungsverhältnisse nicht abrupt, sondern stetig ändern. Lehrbücher ziehen daher jeweils unterschiedliche Trennlinien.

### Kovalente Hydride
Bei diesen Verbindungen handelt es sich um Verbindungen von Wasserstoff mit Elementen mittlerer und hoher Elektronegativität, also mit einigen der Halbmetalle und Nichtmetalle der 3.–7. Hauptgruppe des Periodensystems. In diesen kovalenten Hydriden sind die Polaritäten der jeweiligen Bindungen zum Partner-Atom von der jeweiligen Elektronegativität des Bindungspartners abhängig. Unter Normalbedingungen handelt es sich bei diesen Verbindungen meist um Gase oder Flüssigkeiten, aber auch um Feststoffe mit unterschiedlich vielen gebundenen H-Atomen. Einige dieser Verbindungen sind sehr bekannt, wie z. B die Kohlenwasserstoffe als die Verbindungen der größten und vielfältigsten Gruppe. Unterscheiden kann man auch folgende Verbindungsgruppen mit mehr oder weniger stark positiviertem Wasserstoff:
- Kovalente Verbindungen  in denen der Wasserstoff die Oxidationszahl +1 hat, mit Beispielen wie Wasser (H2O), Ammoniak (NH3) oder Chlorwasserstoff (HCl) In diesen Verbindungen kann der Wasserstoff als Protonendonator fungieren und hat damit das Kennzeichen einer Säure. Gegenüber Substanzen, die als Elektronendonator wirken (z. B. Alkalimetalle) kann das Proton auch als Oxidationsmittel wirken, Elektronen aufnehmen und zu elementarem Wasserstoff reduziert werden.

- Kovalente Verbindungen mit negativiertem Wasserstoff, in denen der Wasserstoff die Oxidationszahl −1 hat. Diese Verbindungen sind als Sonderfälle zu betrachten. Beispiele sind Silane und Borane. Hier hat der Wasserstoff als Protonenakzeptor die Oxidationszahl -1,   hat damit basische Eigenschaften, wirkt als Protonenakzeptor, damit als  Reduktionsmittel und reduziert die Protonen des Wassers zu elementarem Wasserstoff.

- Verbindungen, welche eine schwach polare Wasserstoffbindung enthalten. Wichtig sind hier die Kohlenstoff-Wasserstoff-Bindungen der Kohlenwasserstoffe, die als unpolar bezeichnet werden können. Auch hier erhält der Wasserstoff die Oxidationszahl +1 hat aber keine ausgeprägte chemische Reaktivität gegenüber Wasser oder Säuren und Basen.

### Salzartige Hydride
Salzartige Hydride sind ionische Verbindungen, welche das Hydridion H− enthalten. Beteiligt sind hier stark elektropositive Metalle der 1. und 2. Hauptgruppe, mit Ausnahme von Beryllium. Sie sind typische Salze, die in einem Ionengitter kristallisieren. Das Hydridion H− ist eine extrem starke Base und reagiert heftig mit Wasser oder anderen prototropen Lösungsmitteln unter Bildung von Wasserstoff.
Beispiele: Natriumhydrid (NaH) oder Calciumhydrid (CaH2). Mit Wasser oder Säuren erfolgt eine äußerst heftige Wasserstoffentwicklung. Die Reduktionswirkung des Hydridions ist nur bei hohen Temperaturen ausgeprägt, ansonsten fungiert es als sehr starke Base.

### Eigenschaften des Hydridions
Das Hydridion gilt als stark polarisierbar. Daher sind die Hydridionen in Festkörpern nicht kugelförmig, sondern deformiert. Berechnet man trotzdem einen effektiven Radius für das Hydridion, so hängt der erhaltene Wert noch stärker als der anderer Ionen von der Umgebung ab. Für das freie Ion ist der H−-Radius nach Pauling 208 pm. Für kristalline Hydride wie KH und CsH mit wenig polarisierenden Kationen wurde ein Radius von 153 pm vorgeschlagen, während der Wert in LiH bei etwa 135 pm liegen soll.

### Komplexe Hydride
Sie sind ebenfalls salzartig aufgebaut, enthalten aber im Gegensatz zu den salzartigen Hydriden keine freien Hydridionen, sondern an ein Metall oder Halbmetall kovalent gebundenen Wasserstoff. Am bekanntesten und wichtigsten sind hier Lithiumaluminiumhydrid (LiAlH4, Lithiumtetrahydridoaluminat, Lithiumalanat) und Natriumborhydrid (NaBH4, Natriumtetrahydridoborat, Natriumboranat). Sie werden als starke Reduktionsmittel in der chemischen Synthese benutzt, da sie den Wasserstoff als Hydridion auf geeignete Substrate übertragen können. Während Lithiumaluminiumhydrid explosionsartig mit Wasser reagiert, kann Natriumborhydrid in wässriger Lösung (und in anderen protischen Lösemitteln wie Alkoholen) eingesetzt werden. Komplexe Hydride sind aufgrund ihrer hohen gravimetrischen Wasserstoffkapazität potenzielle Kandidaten für die Wasserstoffspeicherung in Festkörpern.

### Komplexe Übergangsmetallhydride
Die komplexen Übergangsmetallhydride sind ternäre Verbindungen, welche aus Hydridionen, einem Übergangsmetall (M) und einem elektropositiven Metall (A) bestehen. Sie haben die allgemeine Form AxMyHz. Es existiert eine große Anzahl dieser Verbindungen, allgemein werden sie jedoch unterschieden in Erdalkali-Übergangsmetallhydride und Alkali-Übergangsmetallhydride. Sie kristallisieren in einem Kristallgitter, das komplexe Anionen enthält. Beispiel: Mg2NiH4.

## Metallische Hydride
In diesen ist der Wasserstoff in das Metallgitter von Übergangsmetallen eingelagert. Meist sind diese nicht stöchiometrisch zusammengesetzt. Die Einlagerung verändert die Struktur sowie die elektronischen Eigenschaften des Metallgitters. Beispiele für stöchiometrische Strukturen:
- In der NiAs-Struktur kristallisieren: MnH, CrH
- In der Fluorit-Struktur kristallisieren: TiH2, VH2, CrH2 und CeH2